# Edan Leshem
Edan Leshem (hebräisch עידן לשם; * 19. März 1997 in New York City, New York, Vereinigte Staaten) ist ein israelischer Tennisspieler.

## Karriere
Edan Leshem spielt hauptsächlich auf den unterklassigen Future und Challenger Tours. Auf der Future Tour konnte er bislang sieben Einzel- und einen Doppeltitel gewinnen. An der Seite von Jeremy Jahn schaffte er im Oktober 2017 den Einzug in das Doppel-Finale des Challenger-Turniers in St. Ulrich in Gröden. Dort mussten sie sich trotz mehrerer Matchbälle im Match-Tie-Break dem an Nummer 1 gesetzten Duo Sander Arends und Antonio Šančić geschlagen geben.
2017 gab Leshem sein Debüt auf der ATP World Tour in Washington. Durch Siege gegen Alex Rybakov und Alejandro González in der Qualifikation schaffte er gleich bei seinem ersten Versuch den Sprung in das Hauptfeld des ATP-World-Tour-500-Turniers. Nach gutem ersten Satz musste er sich in der ersten Runde schließlich Marcos Baghdatis in zwei Sätzen geschlagen geben.
Leshem spielt seit 2015 für die israelische Davis-Cup-Mannschaft. Er hat eine Einzelbilanz von 1:4 sowie eine Bilanz von 0:1 im Doppel. 2014 schaffte er den Einzug ins Finale der israelischen Tennismeisterschaften, verlor dort jedoch gegen Titelverteidiger Dudi Sela mit 1:6, 2:6. Im Juli 2017 erreichte er mit einem 262. Rang seine beste Platzierung in der Weltrangliste.